# Campionato europeo maschile di pallamano 1998
Il Campionato europeo maschile di pallamano 1998 è stata la 3ª edizione del torneo organizzato dalla European Handball Federation. Il torneo si è svolto dal 29 maggio al 7 giugno 1998 in Italia, ospitato nelle città di Merano e Bolzano.
Il torneo ha visto l'affermazione della nazionale della Svezia per la seconda volta nella sua storia.

## Squadre partecipanti
- Francia
- Jugoslavia
- Germania
- Lituania
- Svezia
- Italia
- Croazia
- Ungheria
- Russia
- Spagna
- Rep. Ceca
- Macedonia

## Podio
| Pos. | Squadra  |
| ---- | -------- |
| 1°   | Svezia   |
| 2°   | Spagna   |
| 3°   | Germania |